# Buffalo County (Nebraska)
Buffalo County je okres amerického státu Nebraska. Správním střediskem a zároveň největším sídlem je město Kearney. Okres je pojmenovaný podle jiného názvu amerického bizona (buffalo).

## Sousední okresy
| Růžice kompasu | Custer County | Sherman County            | Howard County | Růžice kompasu |
| Růžice kompasu | Dawson County | Sever                     | Hall County   | Růžice kompasu |
| Růžice kompasu | Dawson County | Buffalo County (Nebraska) | Hall County   | Růžice kompasu |
| Růžice kompasu | Dawson County | Jih                       | Hall County   | Růžice kompasu |
| Růžice kompasu | Phelps County | Kearney County            | Adams County  | Růžice kompasu |